# 陳學希
陳學希（1959年—），廣東潮陽人，中國潮劇表演艺术家，一級演員，工文武小生，中國共產黨党员，现任廣東文藝職業學院黨委書記、常務副院長。第九、十届全国人大代表。

## 生平
在汕頭戲曲學校學習潮劇表演藝術，曾主演彩色潮劇電影藝術片《張春郎》（張春郎削髮的故事，1984年出品）和《煙花女與狀元郎》（鄭元和李亞仙的故事，1995年出品），2001年以潮劇《葫蘆廟》得第18屆中國戲劇梅花獎。
1999年到2004年間任廣東潮劇院黨委書記、院長。2004年起任廣東文藝職業學院黨委書記、常務副院長。